# RS:X

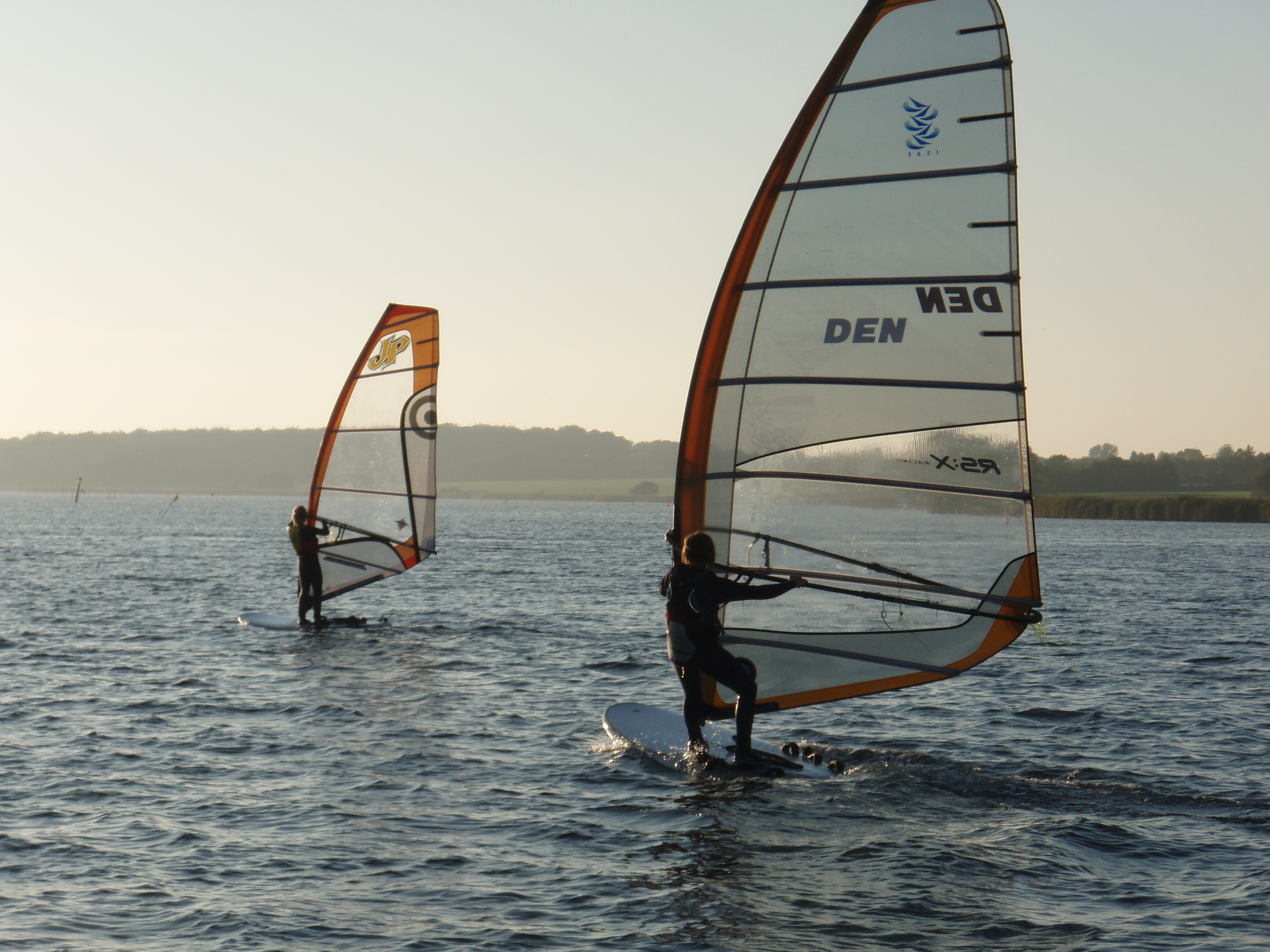

De RS:X is de zeilplank die door de ISAF geselecteerd werd om de Mistral-klasse te vervangen door de Olympische spelen van 2008 en was tot en met 2020 onderdeel van het olympische programma. De RS:X is vervangen door de IQFoil.
Een RS:X omvat een plank met steekzwaard en een zeil van vaste afmetingen. De RS:X is een compromis tussen traditionele zeilplanken en Formula planken. De vorm en het ontwerp van het RS:X zeil is gebaseerd op dat van de Neil Pryde formula windsurfing RS4.

## Uitslagen Olympische Spelen

### Heren
| Jaar | Locatie        | Goud | Goud                     | Zilver | Zilver          | Brons | Brons                  |
| ---- | -------------- | ---- | ------------------------ | ------ | --------------- | ----- | ---------------------- |
| 2008 | Qingdao        | NZL  | Tom Ashley               | FRA    | Julien Bontemps | ISR   | Shahar Zubari          |
| 2012 | Weymouth       | NED  | Dorian van Rijsselberghe | GBR    | Nick Dempsey    | POL   | Przemysław Miarczyński |
| 2016 | Rio de Janeiro | NED  | Dorian van Rijsselberghe | GBR    | Nick Dempsey    | FRA   | Pierre Le Coq          |
| 2020 | Tokio          | NED  | Kiran Badloe             | FRA    | Thomas Goyard   | CHN   | Bi Kun                 |

### Dames
| Jaar | Locatie        | Goud | Goud           | Zilver | Zilver             | Brons | Brons                |
| ---- | -------------- | ---- | -------------- | ------ | ------------------ | ----- | -------------------- |
| 2008 | Qingdao        | CHN  | Yin Jian       | ITA    | Alessandra Sensini | GBR   | Bryony Shaw          |
| 2012 | Weymouth       | ESP  | Marina Alabau  | FIN    | Tuuli Petäjä       | POL   | Zofia Klepacka       |
| 2016 | Rio de Janeiro | FRA  | Charline Picon | CHN    | Chen Peina         | RUS   | Stefanija Jelfoetina |
| 2020 | Tokio          | CHN  | Lu Yunxiu      | FRA    | Charline Picon     | GBR   | Emma Wilson          |